# 森滝健一郎
森滝 健一郎（森瀧 健一郎、もりたき けんいちろう、1932年 - 2016年7月16日）は、おもに水資源問題や災害問題などに経済地理学の立場から取り組む議論を展開した日本の地理学者、岡山大学名誉教授。

## 経歴
広島市生まれ。父である森滝市郎は、当時は広島高等師範学校で教鞭を執る倫理学者であり、後に原水禁運動の活動家としても知られるようになる人物であった。
東京大学教養学部教養学科で国際関係論を学び江口朴郎などの指導を受け、1956年に卒業した後は高校教員となった。定時制高校に教師として勤務しながら、1960年に東京大学大学院の地理学専攻に進み、1966年に「河川水利に関する地理学的研究 水系的水利秩序の諸類型」により東京大学から理学博士を取得した。
同年に、拓殖大学教員となり、1971年に明治大学に転じ、さらに1978年10月に岡山大学へ移った。
1982年から1984年にかけては、京都大学防災研究所水資源研究センターの併任教授となった。
1998年に岡山大学を定年退職し、1999年に奈良大学へ移って2003年まで在籍した。
2010年ころ以降、晩年の森滝はパーキンソン病を患っていた。

## 研究の概要
森滝の没後に、その研究を展望した中藤康俊は、森滝のおもな研究領域として、経済地理学の本質論、水・ダム問題に関する研究、国土・資源問題に関する研究、災害に関する研究の4つを挙げて、様々な業績を整理している。

## おもな著作

### 単著
- 河川水利秩序と水資源開発：「近い水」対「遠い水」、大明堂、2003年

### 共編著
- （野原敏雄との共編著）戦後日本資本主義の地域構造：戦後の日本の国土開発政策の批判 その中で地域はどう変っていったか、汐文社、1975年
- （石原照敏との共編著）地域構造と地域問題：中国・四国地方を中心に、大明堂、1989年